# 庫馬諾沃峰

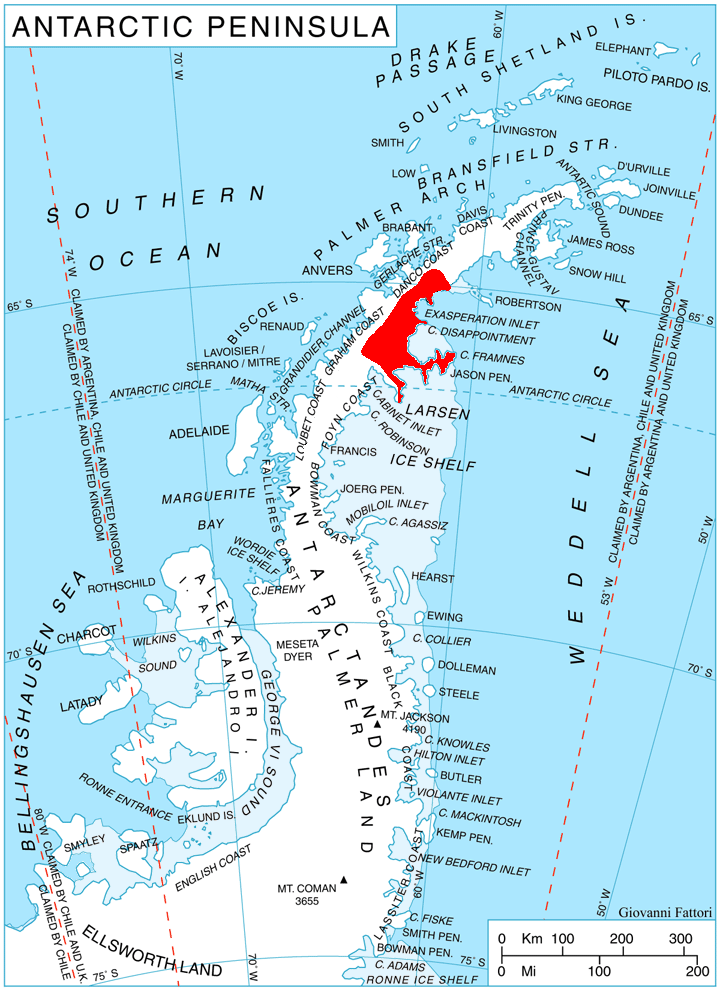

庫馬諾沃峰（英語：Kumanovo Peak）是南極洲的山峰，位於葛拉漢地東部的奧斯卡二世海岸，處於馬納斯蒂爾峰東南面5公里、斯基利峰西北面8.7公里和寬達里山東南面10.45公里，屬於伊瓦尼利高地的一部分，海拔高度1,050米，現時由南極條約體系管理。